# موراي كيمبتون
موراي كيمبتون (بالإنجليزية: Murray Kempton)‏ هو صحفي أمريكي، ولد في 16 ديسمبر 1917 في بالتيمور في الولايات المتحدة، وتوفي في 5 مايو 1997 في مانهاتن في الولايات المتحدة بسبب سرطان البنكرياس.

## وصلات خارجية
- موراي كيمبتون على موقع الموسوعة البريطانية (الإنجليزية)